# Qiongjiang Xi
Koordinaten: 62° 14′ 24″ S, 58° 59′ 56″ W
Qiongjiang Xi (chinesisch 琼浆溪, Pinyin Qióngjiāng Xī) heißt ein Bach auf der Stansbury-Halbinsel von Nelson Island, einer der Südlichen Shetlandinseln. Er entspringt dem Qiongjiang Hu am Westhang des Taiyang Shan  und fließt in gewundenem Lauf zur Bucht Cehuixuezhe Wan an der Westküste der Halbinsel.
Chinesische Wissenschaftler benannten ihn Anfang 1986 bei der Auswertung von Luftaufnahmen.